# ゴダールの決別
『ゴダールの決別』（-けつべつ、仏語 Hélas pour moi）は、1993年（平成5年）に製作された、ジャン＝リュック・ゴダール監督のフランス・スイス合作映画である。フランス映画界のスター、ジェラール・ドパルデューを初めて起用した商業作品として知られる。

## 概要
本作は、ギリシア神話の神ゼウスと人妻とが浮気をするエピソードをベースに、神と肉体をテーマした作品である。フランスでの公開当時、「他の遊星から落ちてきた隕石のかけらのように美しい」と「フィガロ」紙が評した。
原題の「Hélas pour moi」は、「Hélas」が後悔や痛みを表現する感嘆語で、「私のために、ああ」というような意味だが、「ギリシャ」の古名「ヘラス」（Hellas）との駄洒落でもある。
ロケ地は、ゴダールが工房を構えるレマン湖のほとりのスイス・ヴォー州である。

## ストーリー
スイス・レマン湖畔の町に住む、平凡な夫婦、シモン（ジェラール・ドパルデュー）とラシェル（ロランス・マスリア）のドナデュー夫妻。夫が一晩家を空けた日、突然帰宅した夫シモンが別人のようであった。シモンは妻ラシェルに「私はおまえの愛人であって、シモンの身体を借りた神である」と言う。
最後に「シモン・ドナデュー」とサインをする。Simon Donnadieu、これは、Si m'on donne à Dieu、つまり「もしわが身を神に捧げるなら」を意味する。

## スタッフ
- 監督・脚本・編集 : ジャン＝リュック・ゴダール
- 撮影 : カロリーヌ・シャンプティエ
- 録音 : フランソワ・ミュジー、ピエール＝アラン・ベス、ナタリー・ヴィダル
- 美術・製作主任 : アンヌ＝マリー・フォー
- 音楽 : キース・ジャレット、キム・カシュカシャン
- プロデューサー : アラン・サルド、クリスティーヌ・ゴスラン、クリスティーヌ・ユタン、ブノワ・ロッセル
- 製作会社 : レ・フィルム・アラン・サルド、テレヴィジオン・スイス・ロマンド、ヴェガ・フィルム、ペリフェリア

## キャスト
- ジェラール・ドパルデュー （シモン・ドナデュー役）
- ロランス・マスリア（フランス語版） （ラシェル・ドナデュー役）
- ベルナール・ヴェルレー（フランス語版） （アブラン・クリムト役）
- オード・アミオ （女子大生オード・アミエル役）
- ジャン＝ルイ・ロカ （マックス・メルキュール役）
- フランソワ・ジェルモン （牧師役）
- ジャン＝ピエール・ミケル （別の牧師役）

## 評価
レビュー・アグリゲーターのRotten Tomatoesでは7件のレビューで支持率は71%、平均点は6.80/10となった。

## 文献
- ジャン＝リュック・ゴダール『ゴダールの決別』寺尾次郎訳、角川書店、1994年

## 関連事項
- ジャン＝リュック・ゴダール監督作品一覧

## 註
1. 1 2 3 4 5 6  allcinemaサイト内の「ゴダールの決別」の項の記述を参照。
2. 1 2 3 4  キネマ旬報映画データベース内の「ゴダールの決別」の項の記述を参照。
3. ↑  “Alas for Me (Helas pour moi)”. Rotten Tomatoes.   Fandango Media. 2022年9月23日閲覧。